# Kisszállás
Kisszállás este un sat în districtul Kiskunhalas, județul Bács-Kiskun, Ungaria, având o populație de 2.587 de locuitori (2011). 

## Demografie
Componența etnică a satului Kisszállás
     Maghiari (96,26%)
     Romi (2,42%)
     Necunoscut (0,31%)
     Alții (1,01%)
Componența confesională a satului Kisszállás
     Romano-catolici (57,44%)
     Fără religie (16,7%)
     Reformați (1,78%)
     Necunoscută (23,12%)
     Alte religii (1,51%)
Conform recensământului din 2011, satul Kisszállás avea 2.587 de locuitori. Din punct de vedere etnic, majoritatea locuitorilor (96,26%) erau maghiari, cu o minoritate de romi (2,42%). Apartenența etnică nu este cunoscută în cazul a 0,31% din locuitori.  Din punct de vedere confesional, majoritatea locuitorilor (57,44%) erau romano-catolici, existând și minorități de persoane fără religie (16,7%) și reformați (1,78%). Pentru 23,12% din locuitori nu este cunoscută apartenența confesională.